# Rybalskyj-Eisenbahnbrücke
Die Rybalskyj-Eisenbahnbrücke (ukrainisch Рибальський залізничний міст/Rybalskyj salisnytschnyj mist, russisch Рыбальский железнодорожный мост/Rybalskij Schelesnodoroschnyj most) ist eine Eisenbahnbrücke über den Dnepr im Norden der ukrainischen Hauptstadt Kiew.
Die Fachwerkbrücke verbindet die Rybalskyj-Insel auf dem westlichen Dneprufer mit dem Stadtrajon Dnipro auf dem östlichen Dneprufer und verläuft dabei über die Truchaniw-Insel.

Der Verlauf der Brücke über den Hauptarm des Dnepr

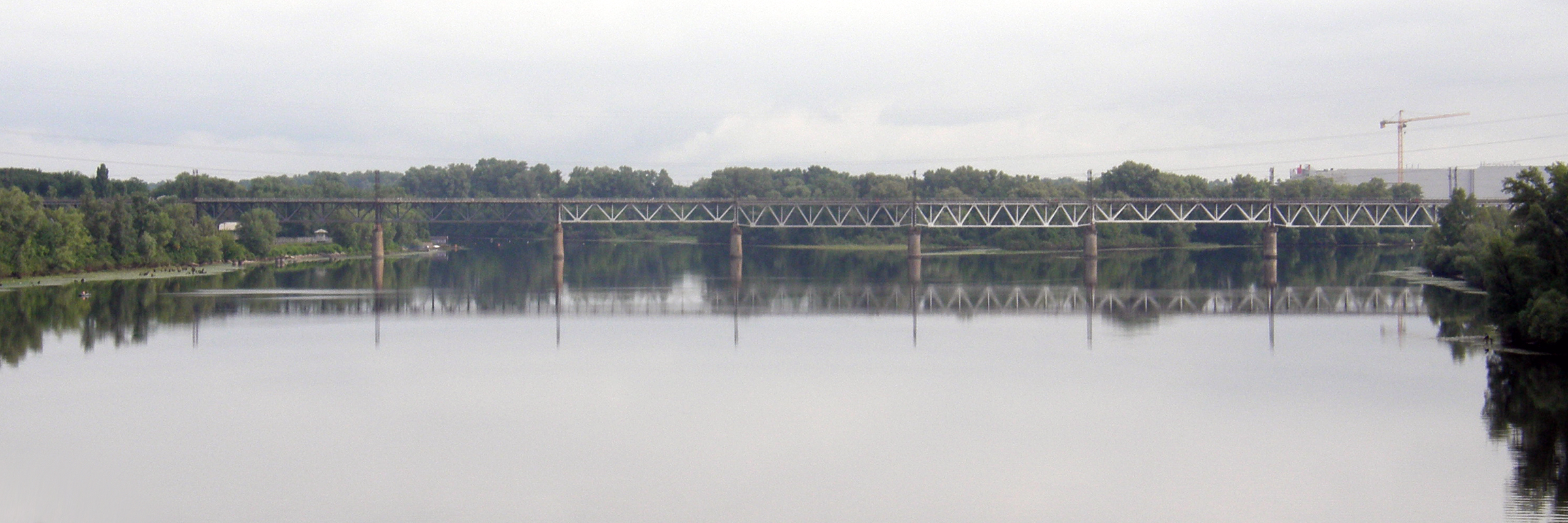
Brückenverlauf über den Dnepr-Seitenarm

Über die 1430 m lange und 5 m breite Brücke führt eine Bahnstrecke der ukrainischen Bahngesellschaft Piwdenno-Sachidna Salisnyzja. Die eingleisige Brücke ist ein wichtiger Bestandteil der Verkehrsinfrastruktur der Stadt. Sie wird hauptsächlich für den Schienengüterverkehr genutzt und mehrmals am Tag von Zügen der Kiewer S-Bahn befahren.

## Geschichte
Der Bau der, nach der Struwe-Eisenbahnbrücke, zweiten und zunächst nach der russischen Kaiserin Maria Fjodorowna benannten Eisenbahnbrücke in Kiew begann im Mai 1916 mit dem Ziel, einen geschlossenen Eisenbahnring um die Stadt zu schaffen.
Die Brücke wurde im Januar 1917 fertiggestellt, geriet jedoch, aufgrund der Russischen Revolution und des darauf folgenden Bürgerkriegs, in einen unbrauchbaren Zustand.
Im Herbst 1928 wurde mit dem Wiederaufbau der Brücke begonnen und am 9. November 1929 unter der Leitung der Organisation „Wijsskproekt 401“ (ukrainisch: Військпроект 401) und dem Chefarchitekten W. Kochan (ukrainisch: В. Кохан) vollendet.
Die Brücke erhielt nun, im Zusammenhang mit der Umbenennung des Stadtrajon Podil aufgrund des 50. Geburtstages des Vorsitzenden des Zentralen Exekutivkomitees der Ukraine Grigori Petrowski, den Namen Petriwskyj-Brücke.
Während des Rückzuges der Roten Armee aus Kiew im September 1941 wurde die Brücke zerstört, anschließend von den Deutschen wieder instand gesetzt, später während der Schlacht am Dnepr im Herbst 1943 von diesen gesprengt und nach der Befreiung der Stadt wurde sie von Juli 1944 bis November 1945 wieder aufgebaut.